# Archanara edelsteni
Archanara edelsteni är en fjärilsart som beskrevs av Tutt 1908. Archanara edelsteni ingår i släktet Archanara och familjen nattflyn. Inga underarter finns listade i Catalogue of Life.